# Otto Prinsen
Otto Joseph Prinsen (Soest, 30 december 1936 - Soest, 16 maart 2006) was een Nederlands beeldend kunstenaar, die vanaf zijn zestiende schilderde en later studeerde aan de Academie voor Beeldende Kunsten Sint-Joost in 's Hertogenbosch. Hij exposeerde in het Stedelijk Museum te Amsterdam en het Centraal Museum in Utrecht. In 1967 won hij voor zijn surrealistische werk de Doctor Wiegersma-wisselbeker van het Genootschap Kunstliefde in Utrecht en de Havenloodsprijs van de gemeente Amsterdam. 
Een glansrijke carrière als surrealistisch schilder leek in het verschiet te liggen, maar Prinsen had moeite om met de officiële erkenning om te gaan. Hij keerde zich af van de geïnstitutionaliseerde kunstwereld en meed de media, die volgens hem niets van zijn werk begrepen. 
Prinsen was een maatschappelijk geëngageerde kunstenaar. Hij ageerde tegen het westerse consumentisme, waardoor eigenschappen als puurheid, eerlijkheid, schoonheid en integriteit in het gedrang zouden komen. Hij werkte hard, niet alleen als beeldend kunstenaar maar ook als organisator van jazzconcerten in Artishock. Hij was medeoprichter van de Soester kunstenaarsvereniging (tegenwoordig culturele vereniging).
Begin zeventiger jaren werd zijn kunstenaarschap een excentrieke en geïsoleerde bezigheid. Hij stopte met schilderen, en wilde net als eerder met zijn schilderij Dictator (een swastika in de gedaante van een monsterlijke adelaar) laten zien welk onheil machthebbers kunnen aanrichten. Dwangmatig begon hij versleten soldatenuniformen, helmen, gasmaskers, verroeste mitrailleurs, foto's van het oorlogsfront, oude stafkaarten, verbandtrommels, gele Jodensterren en nog veel meer te verzamelen. Bij zijn overlijden liet hij in het atelier achter zijn woning in Soest een beladen opeenstapeling van parafernalia uit de Tweede Wereldoorlog na. Een onvoltooide, artistieke installatie, waarmee de kunstenaar leekt te willen voorkomen dat de overblijfselen van het menselijk falen verdwijnen uit het collectieve geheugen.